# 纵纹原缨口鳅
纵纹原缨口鳅（学名：Vanmanenia caldwelli）为平鳍鳅科原缨口鳅属的鱼类，是中国的特有物种。分布于越南以及澜沧江和元江水海以及金沙江支流等，一般栖息于多岩石的清水河段。该物种的模式产地在越南。

## 扩展阅读
維基物種上的相關：纵纹原缨口鳅